# ジャングル・ジャンクション
『ジャングル・ジャンクション』は、ディズニー・チャンネルの朝の放送枠「ディズニージュニア」内で放送されているアニメ番組。

## 概要
この作品は、知育アニメ（＝エデュテイション）の1種だが、交通教則に重点を置いたストーリー構成であるために、登場人物（すべて動物）の脚部が車輪に差し替えられている（ズーターは2輪、ボビーは3輪で、この2人以外は全員4輪）。

## 登場人物
ズーター
吹き替え：浅倉杏美
ブタ。ジャングル・ジャンクション（以下、JJCTと略）ではメッセンジャー及び比較的軽い荷物の配達担当。
エリヴァン
声 - ビリー・ウェスト/吹き替え：利根健太朗
ゾウ。JJCTでは配達担当。
背中（またはお尻）部分が実在の大型トラックのように観音開きできるようになっている。
ボンゴ
吹き替え：國分和人
ウサギ（但し体部分はカンガルーにやや似ている）。
JJCTでは標識整理担当。
ボビー
吹き替え：根本泰彦
ペリカンの警官。
クロッカー
ワニの消防署長。
タクシークラブ
声 - ジェス・ハーネル/吹き替え：根本泰彦
カニのタクシー。本体が（横歩きする）カニなだけに車輪は側面でなく前後についている。
トードホグ
吹き替え：多田野曜平
カエル。ちなみに「トード」（toad）とは「カエル」の意味。この「トード」の同義語の「フロッグ」（frog）を早口で言えば「ホグ」と聞こえなくもないが、「ホグ」の方には「カエル」の意味はない。
ランス
吹き替え：藤原堅一
サイの救急車。エリヴァン同様、背中部分が観音開き可能。
ジョリー
吹き替え：滝沢ロコ
シマウマの学校教師。
ドーザー
吹き替え：後藤敦
ウシのブルドーザー。
ヒポバス
カバのスクールバス。
カーラ
コアラで荷物預かり所を経営している。
ビートルバグ
ジョリーの生徒のミニカー（フォルクスワーゲン）。5人いる。

### 日本語版制作スタッフ
- 日本語版歌手 - 木村宇志
- 翻訳 - いずみつかさ
- 演出 - 平野智子
- 音楽演出 - 深澤茂行
- 録音制作 - スタジオ・エコー
- 日本語版製作 - Disney Character Voice International, Inc.

## サブタイトル一覧
| 話数                | サブタイトル （Aパート）                               | サブタイトル （Bパート）                                |
| シーズン1（全20話） | シーズン1（全20話）                                    | シーズン1（全20話）                                     |
| ------------------- | ------------------------------------------------------ | ------------------------------------------------------- |
| 1                   | ボンゴはヒーロー Bungo To the Rescue                   | ピンキー・ピクニック Pinky Picnic                       |
| 2                   | いちばんは だれ？ The Big Racearound                   | ズーター げんきをなくす Zooter Loses Her Zip            |
| 3                   | エリヴァンの くしゃみ Nothing To Sneeze At             | しょうぼうしょの ヒーロー Firestation Hero              |
| 4                   | たからの ちず The Treasure of Jungle Junction          | ちいさなエリヴァン Shrinky                              |
| 5                   | はんにんをさがせ A Mystery for Bobby                   | たいせつなひょうしき Signs of Trouble                   |
| 6                   | わらって トードホグ Smile, Toadhog!                    | ズーターのたんじょうび Zooter's Surprise                |
| 7                   | くさくて すてきなもの A Beautiful Stink                | チクチクの ともだち Prickly Pal                         |
| 8                   | ネバネバの き Sap Trap                                 | ふねのレース River Race                                 |
| 9                   | こわれそうな みち Stuck!                               | ココナツ！ Coconuts!                                    |
| 10                  | どしゃぶりの あめ Rainy Daze                           | エリヴァンは おうさま King Ellyvan                      |
| 11                  | おてだまのスター The Star Juggler                      | ボンゴの はこ Bungo's Box                               |
| 12                  | ボンゴの とくぎ Bungo the Magnificent                  | シマシマぶくろ Thingums                                 |
| 13                  | アワアワの ひ A Bubbly Emergency                       | へんな くだもの Funny Fruit                             |
| 14                  | きえた めがね The Missing Glasses                      | ドーザーのデイジー Dozer's Daisy                        |
| 15                  | たいせつな もの Follow That... Thing!                  | おっかない みち The Spooky Road                         |
| 16                  | どろんこ ズーター Muddy Zooter                         | キラキラの おほしさま Star Gazing                       |
| 17                  | ドーザーの しごと Dozer Digs                           | タクシークラブのふえ Taxicrab's Whistle                 |
| 18                  | ジャンピング・ボール Wheeler Balls                     | カボチャどろぼう The Great Garden Caper                 |
| 19                  | ジャングルマス・イブ The Night Before Zipsmas          | さいこうの プレゼント A Gift for Zooter                 |
| 20                  | しゃっくりタワー Hiccup Power                          | ハエを おいかけろ！ Fifi Frenzy                         |
| シーズン2（全26話） |                                                        |                                                         |
| 21                  | ズーター そらをとぶ Fly Zooter, Fly!                   | ズーターのおもしろいおと Ellyvan's Boing Boing Blues    |
| 22                  | くだもの あまくなれ Ripe Fruit Bungo                   | イモムシのこうしん Caterpillar Crossing                 |
| 23                  | エリヴァンきにのぼる Ellyvan Goes Up!                  | ドーザーのタイヤ Easy Does It, Dozer!                   |
| 24                  | ボンゴのピカピカ・マシン Bungo's Wheeler Wash          | エリヴァンのどうろワッフル Ellyvan's Road Waffles       |
| 25–26               | そらからきた ともだち Zooter's Surprise Delivery       | そらからきた ともだち Zooter's Surprise Delivery        |
| 27                  | みんなのダンスパーティー Rock Around the Clock         | あたらしいおはな The Jolly                              |
| 28                  | プカプカ・フルーツ Floaty Fruit                        | ズーターの もうふ Zooter's Blanket                      |
| 29                  | エリヴァンはどこ？ Where's Ellyvan?                    | ボビーのぼうし Bobby's Hat                              |
| 30                  | はいたつやの アシスタント Cadet Zooter                 | しごとの とりかえっこ Jungle Job Swap                   |
| 31                  | ボビーの こうつうルール Bobby's Road Rules             | ズーターの むらさきのポツポツ Zooter's Strange Spots    |
| 32                  | ランスのこいびと Lance In Love                         | しんゆうと すごすひ Best Buddy Mix Up                   |
| 33                  | ボンゴの あたらしいともだち Bungo's Better Best Friend | ランスとびっくりカボチャ Lance and the Jumpy Pumpkin    |
| 34                  | ボンゴのみちあんない Bungo Leads The Way               | エリヴァンとワッフル・レース Ellyvan and the Zoominator |
| 35                  | エリヴァンの バレエ・レッスン Ellyvan's Ballet Lesson  | クロッカーの いないひ Crocker For A Day                 |
| 36                  | ボンゴの ひっこし Bungo Moves In                       | まっかなランス Big Red Lance                            |
| 37                  | トードホグ つりにいく Toadhog Goes Fishing             | エリヴァンの くさいにもつ Ellyvan's Whiffy Delivery     |
| 38                  | バウンド・スムージー Bungo's Big Bounce                | ズーターの まがったタイヤ Zooter's Tire Troubles        |
| 39                  | ふきげんな クロッカー Crocker Gets Cross               | はなれられない ふたり Really Wheely Stuck               |
| 40                  | おおきい おともだち Zooter Gets a Beetlebug            | ドーザーの まほうのヤカン Dozer's Magic Kettle          |
| 41                  | のぞきみ ズーター Zooter Peeks!                        | エリヴァン ダメという Ellyvan Says No                   |
| 42                  | ちいさなふたりの だいぼうけん Big Little Adventure     | まじゅつしクラブディーニ The Amazing Crab-Dini          |
| 43                  | ボンゴ クラブをつくる be Bungo Joins the Club          | クロッカーを ねかせるな！ Stay Awake Crocker            |
| 44                  | せかいいちの パーティー An Excellent Party             | ボンゴの つきりょこう The Bungo-naut                    |
| 45                  | ズーター ツルツルすべる Zooter Slips Up                | ブンブン トードホグ The Buzz About Toadhog              |
| 46                  | すごいヤツ エリヴァン Daredevil Ellyvan                | ボンゴと かいじゅう Bungo and the Beasties              |